# Tonje i Glimmerdalen
Tonje i Glimmerdalen var Sveriges Radios julkalender 2018 och bygger på boken Tonje och det hemliga brevet av den norska författaren Maria Parr. Radiomanuset är skrivet av Janne Vierth och Daniel Karlsson. Bilderna tecknas av Katarina Strömgård och för regin står Mirja Burlin och Mats Kjelbye.

## Medverkande
- Freja Taavola – Tonje
- Pär Andersson – Gunnvald
- Anna Åsdell – Sïlpevaerie
- Martin Sundblom – Klaus Haugen
- Jonas Hellman Driessen – Pappa
- Suzanna Dilber – Mamma
- Charlotte Kalla – Lotta Glimmerdal
- Mirja Burlin – Gavia
- Jakob Jonsson Ollander – Peter
- Sara Arnia – Sally
- Sven Wollter – Nils
- Eleftheria Gerofoka – Matros-Leila
- Jack Winblad – Olle
- Olle Viklund – Alex
- Maja Runeberg – Dusanka
- June Utsi – Gitte
- Mette Eserstam – Lilla Heidi
- Maxida Märak – Vuxna Heidi
- Emmanuel Kunda – Sjuksköterska
- Linda Wincent – Läkare
- Hanna Nygårds – Anna Zimmerman
- Paul Zyra – Reporter
- Jonas Leksell – Lucköppnare

### Fotnoter
1. ↑  ”Tonje i Glimmerdalen”. Sveriges Radio. 12 november 2018. https://sverigesradio.se/sida/artikel.aspx?programid=109&artikel=7088485. Läst 8 december 2019.